# 하이큐!! 땅 VS 하늘
《하이큐!! 땅 VS 하늘》(일본어: ハイキュー‼ 陸 VS 空, 영어: Haikyuu!!: Land vs. Sky)는 2020년 1월에 개봉한 일본의 스포츠, 코미디, 애니메이션 영화이다. 미츠나카 스스무가 감독을 키시모토 타쿠가 각본을 맡았다. 대한민국은 자막으로 2020년 1월 23일에 개봉되었으며, 우리말 녹음으로 2021년 8월 12일에 개봉되었다.

## 줄거리
전국대회 출전을 향한 마지막 관문인 도쿄 대표 결정전에 오른 네코마, 후쿠로다니, 노헤비, 이타치야마 고교 배구팀. 그들의 더욱 치열해진 승부, 승리의 여신은 누구의 손을 들어 줄 것인가? 드디어 시작된 치열한 싸움!

## 출연진
- 나카무라 유이치 - 쿠로오 테츠로 역
- 카지 유우키 - 코즈메 켄마 역
- 키무라 료헤이 - 보쿠토 코타로 역
- 오오사카 료타 - 아카아시 케이지 역